# Мадара Учиха
Мадара Учиха (транслит.) је измишљени лик из манге и аниме Наруто, аутора Масашија Кишимота.
Вођа Учиха клана, основао је Село скривено у лишћу заједно са својим ривалом, Хаширамом Сенџуом, са намером да започне доба мира. Када се двојица нису могла сложити како да се постигне тај мир, они су се борили за контролу села, сукоб који је окончан Мадарином смрћу. Мадара је, међутим, премотао своју смрт коришћењем свог Изанагија и кренуо да ради на свом плану да покори цео свет. Није успео да га заврши у свом природном животу, па је поверио своје знање и планове Обиту Учихи.

## Биографија
Мадара је рођен током ратног периода, и био је најстарији од пет синова Тађима Учихе. Мадара и његова браћа су одрастали на бојном пољу на ком су стално ратовали са Учихиним ривалима: Сенџу кланом. Троје његове браће умрло је младо, остављајући само Мадару и његовог млађег брата Изуна. Мадара и Изуна су постали веома блиски кроз своје заједничке губитке и стално су се међусобно такмичили како би постали јачи. Ово, заједно са природном јаком чакром, омогућило је младом Мадари да победи ветеране Сенџу клана у бици и развије репутацију генија.
Током свог ретког слободног времена, Мадара је упознао дечака својих година по имену Хаширама. Њих двојца су брзо развили пријатељски ривалитет. Као и Мадара, Хаширама је такође био шиноби који је изгубио своју браћу на бојном пољу. Заједно су замишљали свет у коме деца попут себе не би требало да се боре. Као предострожност, Мадара и Хашхирама нису открили један другом своја породична имена. Међутим, временом истина је изашла на видело: Мадара је био Учиха, Хаширама је био Сенџу. Њихова дужност је била да убију један другог, чак и ако су били пријатељи. Кад је требало изабрати између своје породице или свог снова о миру, Мадара је одлучио окончати своје пријатељство са Хаширамом, тако да не би оклевао да га убије у будућности. Ова одлучност која је била довољно јака да пробуди његов Шаринган.
Током следећих година, Мадара и Хаширама наставили су да се састају у борби. Мадара никада није успео  да победи Хашраму - чак и након што је добио Мангекјо Шаринган - а Хаширама никада није могао да доведе себе да убије некога кога је и даље сматрао пријатељем, што је резултирало сталним застојима између две стране који су трајали деценијама. С временом, и Мадара и Хаширама су постали вође својих кланова, позиција коју је Хаширама покушао да користити за посредовање мира између њих. Иако су неки чланови Учиха клана нашли ту понуду привлачном, Мадара је одбијао због смрти свог брата Изуне за коју је крив Хаширамин млађи брат Тобирама. Упркос овоме, неки чланови Учиха клана су прешли у клан Сенџу ради самоодржавања. Мадара је затим искористио Изунове очи како би стекао „вечни” Мангекјо Шаринган и поправио свој погоршани вид. Са овом новом моћи водио је један последњи напад на Сенџу и био је убрзо поражен. Уместо да убије Мадару и тако оконча рат, Хаширама је понудио да се убије ако би зауставио борбе. Мадара је дирнут Хаширамовим гестом и на крају је пристао на мир.
Сенџу, Учиха и сви повезани кланови су се удружили да оформе село мира, где деца никад неће морати да умиру у борби. Мадара и Хаширама, поправили су свој однос из дјетињства и Мадара је одлучио да село назове Конохагакуре (Село скривено у лишћу). Али Мадарина идеја о миру се разликовала од Хаширамине где је Хаширама предвиђао сарадњу са другим новооснованим селима, Мадара је желео контролу да се мир никада не би изгубио, што је доказао нападом на другог и трећег Хокагеа Села скривеног у камењу. Када је Хаширама изабран за Хокагеа, вође Села скривеног у лишћу, Мадара се бринуо за будућност Учиха клана, вјерујући да је то само први корак у доминацији Сенџуа.
Дешифрујући камену плочу коју Учиха клан поседује генерацијама, Мадара је успео да дозна истину о историји шинобија и њихов бескрајан циклус неуспешног мира. Мадара одлучује да је Село скривено у лишћу био неуспешан експеримент и покушава да убеди остале Учихе, као и Хашираму у то, али неуспешно. Мадара потом напушта село, али се враћа са деветорепом демонском лисицом и напада Хашираму. Борба је била толико жестога, да је од ратишта настала „Долина Краја“. Хаширама побеђује, и Мадара „гине”.
Вест о Мадариној смрти се брзо проширила и његово тело је сакривено да га нико не би нашао и профитирао од њега. Али Мадара је планирао унапред, он је наместио да се Изанаги активира негде после његове смрти, мењајући реалност како би се вратио у живот у замену за вид десног ока. Оставио је лажно тело уместо свог и отишао у скривање са посебним трофејом, великим делом Хашираминог меса који је пресадио у своје ране. Тек пар деценија касније, пред крај његовог природног живота су ћелије Хашираме имале било какав ефекат, и пробудиле његов Ринеган у процесу обнављања његовог десног ока. Са Ринеганом је могао позвати Демонску Гедо статуу, којом  је направио безумног клона Хашираме, из којег је направио војску белих Зецуа.
Током година, Мадара је усавршио своје планове за мир и назвао тај план „Бесконачни Цукујоми“. Али како су године пролазиле, Мадара је знао да му се план неће остварити за живота, па је пресадио свој Риннеган у младог Нагата без његовог знања, намјеравајући да једног дана Нагато искористи очи како би оживео Мадару. Како би Нагато то урадио, Мадари је био потребан агент да ради у његово име и да води Нагата до тог крајњег циља. Мадара је чекао, повезан са демонском статуом, посматрајући Село скривено у лишћу како би нашао адекватног кандидата који би био његов пијун.
Током Трећег шиноби рата, Мадара је пронашао тешко рањеног Обита Учиху. Мадара користи Хаширамине ћелије како би заменио оштећене екстремитете Обиту и ставио забрањену технику проклетства у Обитово срце у случају да се Обито икада окрене против њега. Мадара потом корумпира Обита. Унајмио је Село скривено у магли да киднапује девојку коју је Обито волео, Рин Нохару, и запечате трорепо чудовиште у њу. Затим је манипулисао догађајима тако да Рин умре од руке Обитоовог пријатеља, Какашија Хатакеа, док је Обито гледао. Очајан, Обито је понудио своје услуге Мадари. Мадара је Обиту открио историју Саге шест стаза и десет репова, детаље о плану Бесконачног Цукујомија и различитим техникама које ће Обиту бити потребне. Као последњи чин, он је оставио црног Зецуа — за кога је веровао да је то манифестација његове воље — да обезбеди додатна упутства Обиту у потрази за овим циљем. С тим завршеним, Мадара се одваја од демонске статуе и својим последњим дахом поверава Обиту своје име: Мадара Учиха.

## Личност
Мадарино дјетињство је производ времена у којем је живео. Сталне борбе учиниле су га перфекционистом, а његови тријумфи на бојном пољу учинили су га врло сигурним у своје способности и таленте. Кад год је једна од ових особина личности била оспорена, обично од стране Хашираме наступила би Мадарина такмичарска страна. Мадари није сметао Хаширама у том погледу, веровао је да је једини начин да се преживи у свету шинобија био да се непријатељи направе савезницима. Његова излагање Хаширами је разлог због ког Мадара никад није доживео Учихино „Проклетсво Мржње“. Док год је имао Изуну, Мадара је био разумна и љубазна особа, која је разумела шта треба да се уради за веће добро.
Мадара се променио након Изунове смрти, постао је огорчен према клану Сенџу, нарочито Хаширами, јер је и даље имао брата. Прихватајући проклетство о мржњи клана, он је одлучио умријети због освете, а не да опрости. Иако је био кратко уверен да му је Село скривено у лишћу породица, осећао се изданим. Све већа изолација како њега, тако и других Учиха, убедила га је у то и довела до потпуног прекида са било којим другим везама.
Док је био шиноби Села скривеног у лишћу, Мадара је радио оно што је мислио да је у интересу села. За разлику од Хашираминог мирног приступа, Мадара је усвојио немилосрдан приступ. Будући да су им методе биле тако различите, Мадара је мрзео да чује име Хаширама током дипломатских разговора. Након његовог одступања из Села скривеног у лишћу, приоритети су му постали су усредсређени на план Бесконачног Цукујомија, манипулишући безброј других како би задовољио своје циљеве. Упркос томе, Мадара је искрено веровао да ће тај план заправо имати користи за свет, пратећи принцип „циљ оправдава средство”.

## Способности
Мадара је био један од најталентованијих шинобија у историји и најјачи члан клана Учиха током свог живота. Убио је неколико талентованих старијих чланова Сенџу клана пре него што је пробудио свој Шаринган. 
Иако је првенствено користио нинџуцу, Мадара је био талентован за таиџуцу. Током сукоба са четвртом дивизијом, он је поразио стотине противника користећи само таиџуцу, разоружавајући и избегавши нападе из многих праваца. Могао је ударити прецизно пре него што би његов противник могао реаговати и надјачати појединце двапут његове величине. Био је довољно брз да нападне Нарута који је био у моду Саге. А када је сам користио мод Саге, могао је одбити свих девет репатих звери.